# توماس اولسون
توماس اولسون (بالسويدية: Thomas Olsson)‏ (و. 1976  م) هو لاعب كرة قدم، من السويد، مركز لعبه هو لاعب وسط.

## روابط خارجية
- توماس اولسون على موقع اتحاد السويد (السويدية)
- توماس اولسون على موقع قاعدة بيانات كرة القدم.إي يو (الإنجليزية)